# Phan Văn Mãi
Phan Văn Mãi (sinh ngày 25 tháng 2 năm 1973 tại Bến Tre) là một chính khách người Việt Nam. Ông hiện là Ủy viên Ban Chấp hành Trung ương Đảng, Uỷ viên Uỷ ban Thường vụ Quốc hội, Ủy viên Ban Thường vụ Đảng ủy Quốc hội, Chủ nhiệm Ủy ban Kinh tế và Tài chính Quốc hội. 
Ông nguyên là Phó Bí thư Thành ủy, nguyên Chủ tịch Ủy ban nhân dân Thành phố Hồ Chí Minh, Trưởng Đoàn đại biểu Quốc hội Thành phố Hồ Chí Minh khoá XV. Ông là một trong những lãnh đạo xuất thân từ cán bộ Đoàn Thanh niên Cộng sản Hồ Chí Minh.

## Xuất thân
Phan Văn Mãi sinh ngày 25 tháng 2 năm 1973, tại xã Thạnh Phú Đông, huyện Giồng Trôm, tỉnh Bến Tre.

## Giáo dục
Phan Văn Mãi có bằng Thạc sĩ Quản lý Kinh tế tại Đại học Quốc gia Thành phố Hồ Chí Minh.
Ông còn có bằng Cử nhân Ngoại ngữ tại Khoa Sư phạm, Trường Đại học Cần Thơ.

## Sự nghiệp

### Tỉnh ủy Bến Tre
Từ tháng 11/1995 - năm 1997: Chuyên viên Phòng Ngoại vụ, Văn phòng UBND tỉnh Bến Tre.
Sau đó, ông Mãi giữ nhiều chức vụ ở địa phương như Bí thư Đoàn Văn phòng UBND tỉnh Bến Tre; Bí thư Tỉnh đoàn Bến Tre; Đại biểu HĐND tỉnh Bến Tre; Tỉnh ủy viên Tỉnh ủy Bến Tre.

### Trung ương Đoàn
Từ tháng 8/2008 - năm 2011, là Bí thư Trung ương Đoàn Thanh niên Cộng sản Hồ Chí Minh khóa IX.
Từ tháng 1/2012 đến ngày 10/3/2014, là Bí thư thường trực Trung ương Đoàn Thanh niên Cộng sản Hồ Chí Minh khóa IX, Phó Bí thư Đảng ủy Trung ương Đoàn kiêm Chủ tịch Hội Liên hiệp Thanh niên Việt Nam

### Tỉnh ủy Bến Tre
Ngày 11 tháng 3 năm 2014, ông Mãi được luân chuyển làm Phó Bí thư Tỉnh ủy Bến Tre.
Ngày 16 tháng 11 năm 2015, ông Mãi được bầu làm Phó Bí thư Thường trực Tỉnh ủy Bến Tre và ngày 26 tháng 1 năm 2016, là Ủy viên Trung ương Đảng.
Từ ngày 09 tháng 1 năm 2019, ông Mãi được bầu giữ chức Chủ tịch Hội đồng nhân dân tỉnh Bến Tre thay cho ông Võ Thành Hạo nghỉ hưu.
Chiều ngày 12 tháng 7 năm 2019, toàn bộ 41 trong tổng số 48 Ủy viên Ban Chấp hành Đảng bộ Bến Tre tham dự Hội nghị Ban chấp hành Đảng bộ tỉnh Bến Tre đã bỏ phiếu thuận bầu ông Mãi, Phó Bí thư Thường trực Tỉnh ủy, Chủ tịch HĐND tỉnh Bến Tre giữ chức danh Bí thư Tỉnh ủy Bến Tre, nhiệm kỳ 2015 - 2020 thay ông Võ Thành Hạo nghỉ hưu.
Tháng 10/2020: ông Mãi tái đắc cử Bí thư Tỉnh ủy khóa XI, nhiệm kỳ 2020-2025.
Tháng 01/2021, tại Đại hội toàn quốc lần thứ XIII của Đảng, ông Mãi tiếp tục được bầu vào Ban Chấp hành Trung ương Đảng khóa XIII.

### Thành ủy Thành phố Hồ Chí Minh
Ngày 01/6/2021, tại trụ sở Thành Ủy TPHCM, Bộ Chính trị công bố quyết định điều động ông Mãi giữ chức Phó Bí thư Thường trực Thành uỷ Thành phố Hồ Chí Minh thay ông Trần Lưu Quang được điều động giữ chức Bí thư Thành uỷ Thành phố Hải Phòng trước đó.
Từ tháng 7/2021 - nay: Đại biểu Quốc hội khóa XV, Trưởng Đoàn ĐBQH khóa XV Thành phố Hồ Chí Minh.
Ngày 24/8/2021, tại Hội trường Thành phố, kỳ họp thứ hai HĐND TPHCM khóa X, nhiệm kỳ 2021-2026 đã miễn nhiệm chức danh Chủ tịch UBND TPHCM nhiệm kỳ 2021-2026 đối với ông Nguyễn Thành Phong, đồng thời bầu ông Mãi giữ chức Chủ tịch UBND Thành phố.
Ngày 29/8/2021, Thủ tướng Chính phủ Phạm Minh Chính đã ban hành Quyết định số 1445/QĐ-TTg phê chuẩn kết quả bầu chức vụ Chủ tịch Ủy ban nhân dân Thành phố Hồ Chí Minh nhiệm kỳ 2021-2026 đối với ông Mãi, Ủy viên Ban Chấp hành Trung ương Đảng, Phó Bí thư Thường trực Thành ủy Thành phố Hồ Chí Minh.
Trong thời gian chống dịch COVID-19, ông Mãi là Trưởng Ban Chỉ đạo phòng, chống dịch COVID-19 Thành phố Hồ Chí Minh (nay là Ban Chỉ đạo phòng, chống dịch COVID-19 và phục hồi kinh tế Thành phố Hồ Chí Minh).
Ông cũng giữ chức Chủ tịch Hội đồng Thi đua - Khen thưởng Thành phố, Trưởng ban Ban chỉ đạo Chuyển đổi số Thành phố.

### Quốc hội Việt Nam
Ngày 18/2/2025, Quốc hội tiến hành bầu Ủy viên Ủy ban Thường vụ Quốc hội và Chủ nhiệm Uỷ ban Kinh tế và Tài chính của Quốc hội. Với đại đa số đại biểu tham gia biểu quyết tán thành, Quốc hội đã thông qua Nghị quyết bầu ông Phan Văn Mãi, Ủy viên Trung ương Đảng, Chủ tịch UBND TP.HCM giữ chức Ủy viên Ủy ban Thường vụ Quốc hội và Chủ nhiệm Ủy ban Kinh tế - Tài chính của Quốc hội khóa XV.

## Gia đình
Ông có vợ là bà Nguyễn Thị Thoa và 2 người con gái.